# Familieretshuset
Familieretshuset är en myndighet i Danmark som ansvarar för familjepolitik. Den bildades 2019 då Statsforvaltningen lades ner och dess uppgifter fördelades på andra myndigheter. Dess säte ligger i Åbenrå, men den har även kontor på åtta andra platser.
Den hanterar bland annat frågor som rör adoption, förmyndarskap, bestämning av faderskap, familjerätt, namn, (internationella) äktenskap, skilsmässor och ekonomiska stöd.